# エリック・ホブズボーム
エリック・ジョン・アーネスト・ホブズボーム（英語: Eric John Ernest Hobsbawm, CH FRSL FBA, 1917年6月9日 - 2012年10月1日）は、イギリスの歴史家。

## 経歴
1917年、ポーランド系ユダヤ人を父に、エジプト・アレキサンドリアに生まれた。オーストリアおよびドイツで幼年期を過ごし、1933年に渡英。ケンブリッジ大学で博士号取得後、ロンドン大学バークベック・カレッジで教鞭をとった。
2012年10月1日、病気のため、ロンドンのロイヤルフリー病院で死去。95歳没。

## 業績
『革命の時代』（邦訳は『市民革命と産業革命』）、『資本の時代』、『帝国の時代』という「長い19世紀」（1789年〜1914年）の三部作のあと、1914年から1991年までを「短い20世紀」として、『両極端の時代：短い20世紀』Age of Extremes: The Short Twentieth Century.（Extremesが複数形であることに注意。邦訳では『20世紀の歴史――極端な時代』と訳されている）を著した。日本では、テレンス・レンジャーとの共著である『創られた伝統』 The Invention of Tradition（直訳は「『伝統』の発明」または「伝統を発明すること」）が知られる。

## 著書
単著
- Primitive Rebels: Studies in Archaic Forms of Social Movement in the 19th and 20th Centuries, (Manchester University Press, 1959).

『反抗の原初形態：千年王国主義と社会運動』青木保編訳著、中公新書, 1971年
『素朴な反逆者たち―思想の社会史』水田洋・安川悦子・堀田誠三訳、社会思想社, 1989年
- The Jazz Scene, (Weidenfeld & Nicolson, 1959).

『ジャズシーン』諸岡敏行訳、績文堂出版, 2021年
- The Age of Revolution: Europe 1789-1848, (Praeger Publishers, 1962).

『市民革命と産業革命―二重革命の時代』安川悦子・水田洋訳、岩波書店, 1986年）
- Labouring Men: Studies in the History of Labour, (Basic Books, 1964).

『イギリス労働史研究』鈴木幹久・永井義雄訳、ミネルヴァ書房, 1968年
- - 新装版 1998年
- Industry and Empire: An Economic History of Britain since 1750, (Weidenfeld and Nicolson, 1968).

『産業と帝国』浜林正夫・神武庸四郎・和田一夫訳、未來社, 1984年
- - 新装版 1996年
- Bandits, (Penguin Books, 1969).

『匪賊の社会史―ロビン・フッドからガン・マンまで』(グループの社会史 3) 斎藤三郎訳、みすず書房, 1972年
改訂再刊『匪賊の社会史』船山榮一訳、筑摩書房〈ちくま学芸文庫〉, 2011年
- Revolutionaries: Contemporary Essays, (Pantheon Books, 1973).

『革命家たち 同時代論集I』斉藤孝・松野妙子訳、未來社, 1978年
- - 『反乱と革命 同時代論集II』斉藤孝・木畑洋一訳、未來社, 1979年
- The Age of Capital, 1848-1875, (Weidenfeld and Nicolson, 1975).

『資本の時代 1848-1875』柳父圀近・長野聰・荒関めぐみ・松尾太郎・山崎清訳、みすず書房, 1981-1982年
- - 新装版 2018年
- Worlds of Labour: Further Studies in the History of Labour, (Weidenfeld and Nicolson, 1984).
- Workers: Worlds of Labor, (Pantheon Books, 1984).
- The Age of Empire, 1875-1914, (Pantheon Books, 1987).

『帝国の時代 1875-1914』野口建彦・長尾史郎・野口照子訳、みすず書房, 1993-1998年
- - 新装版 2023年
- Politics for a Rational Left: Political Writing, 1977-1988, (Verso, 1989).
- Nations and Nationalism since 1780: Programme, Myth, Reality, (Cambridge University Press, 1990, 2nd ed., 1992).

浜林正夫・嶋田耕也・庄司信訳『ナショナリズムの歴史と現在』（大月書店, 2001年）
- Echoes of the Marseillaise: Two Centuries Look Back on the French Revolution, (Rutgers University Press, 1990).
- Age of Extremes: the Short Twentieth Century, 1914-1991, (Michael Joseph, 1994).

『20世紀の歴史―極端な時代』河合秀和訳、三省堂, 1996年
改訳『20世紀の歴史―両極端の時代』大井由紀訳、ちくま学芸文庫, 2018年
- On History, (Weidenfeld & Nicolson, 1997).

『ホブズボーム歴史論』原剛訳、ミネルヴァ書房, 2001年
- Uncommon People: Resistance, Rebellion and Jazz, (Weidenfeld & Nicolson, 1998).
- Behind the Times: the Decline and Fall of the Twentieth-century Avant-gardes, (Thames & Hudson, 1998).
- Interesting Times: A Twentieth-century Life, (A. Lane, 2002).

『わが20世紀―面白い時代』河合秀和訳、三省堂, 2004年
- Globalisation, Democracy and Terrorism, (Little, Brown, 2007).
- How to Change the World: Tales of Marx and Marxism , (Little, Brown, 2011).

『いかに世界を変革するか：マルクスとマルクス主義の200年』水田洋監訳、作品社, 2017年
- Fractured Times: Culture and Society in the 20th Century, (Little, Brown, 2013).

『破断の時代―20世紀の文化と社会』木畑洋一・後藤春美・菅靖子・原田真見訳、慶應義塾大学出版会, 2015年
共著
- Captain Swing, with George Rudé, (Penguin Books, 1969).
- The Italian Road to Socialism: An Interview by Eric Hobsbawm with Giorgio Napolitano, (Journeyman Press, 1977).

『イタリア共産党との対話』ジョルジョ・ナポリターノと共著山崎功訳、岩波新書, 1976年
- On the Edge of the New Century, (New Press, 2000).

『21世紀の肖像―歴史家ホブズボームが語る』聞き手アントーニオ・ポリート、河合秀和訳、三省堂, 2000年
編著
- Labour's Turning Point, 1880-1900: Extracts from Contemporary Sources, (Lawrence & Wishart, 1948).
- Karl Marx: Pre-capitalist Economic Formations, (Lawrence & Wishart, 1964).

『共同体の経済構造―マルクス『資本制生産に先行する諸形態』の研究序説』市川泰治郎訳、未來社, 2006年
- Marxism in Marx's Day, (Harvester Press, 1982).
- The History of Marxism, (Indiana University Press, 1982).

共編著
- The Invention of Tradition, co-edited with Terence Ranger, (Cambridge University Press, 1983).

『創られた伝統』テレンス・レンジャーと共編著、前川啓治・梶原景昭訳、文化人類学叢書：紀伊國屋書店, 1992年）

### 伝記
- リチャード・J・エヴァンズ『エリック・ホブズボーム　歴史の中の人生』（木畑洋一監訳、岩波書店（上・下）、2021年）